# Corpus Juris Civilis

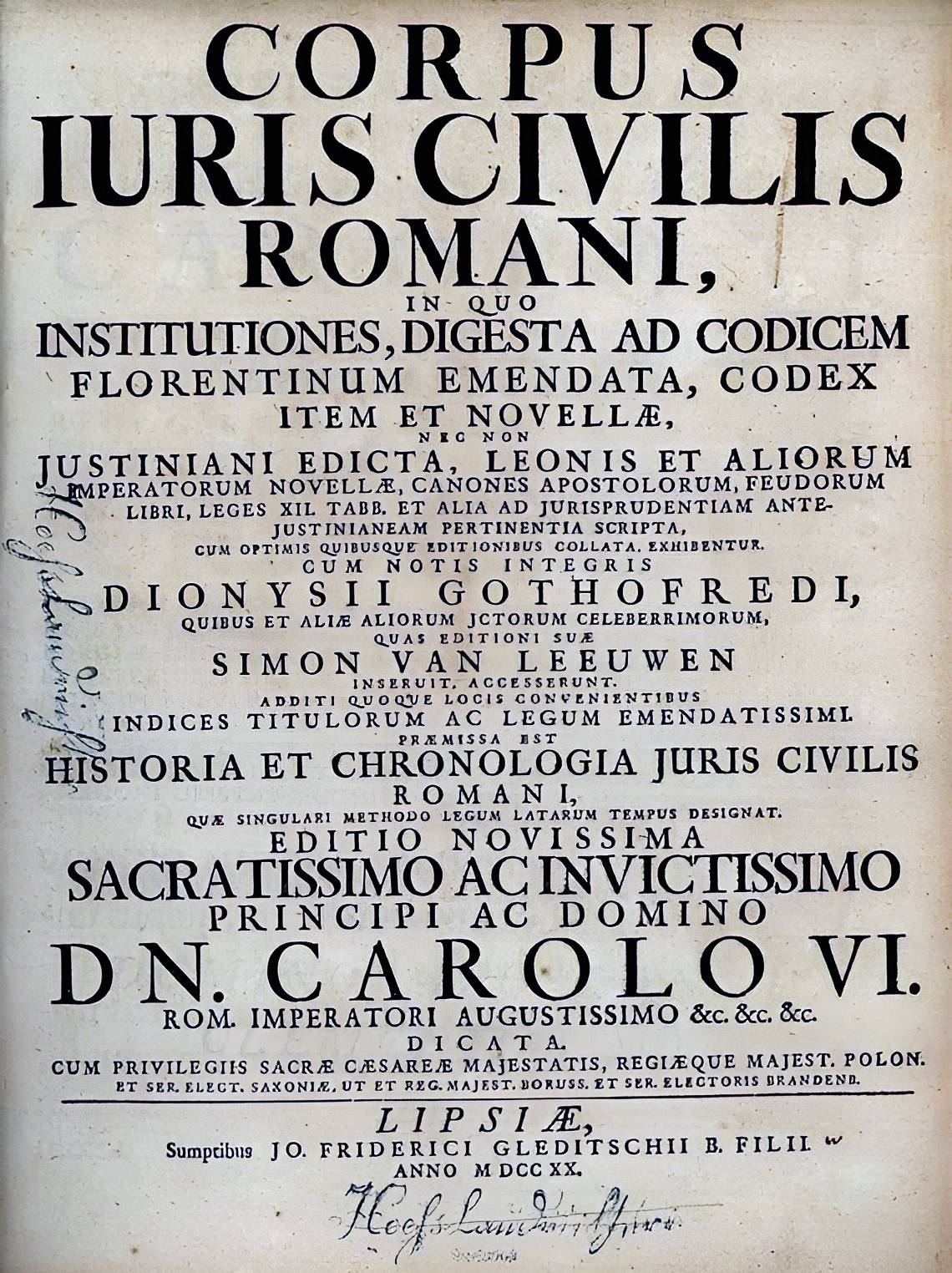
CORPUS IURIS CIVILIS ROMANI. Gothofredus, 1583

În anul 395, Imperiul Roman a fost împărțit în două părți: Imperiul Roman de Apus și cel de Răsărit.
Casa dominantă de la Bizanț, urmărind să-și păstreze vechile ei privilegii, a căutat să-și creeze, în acest scop, o suprastructură juridică adecvată, care să corespundă relațiilor sociale existente.
Codificarea lui Iustinian sau Corpus Iuris Civilis (527 – 565) – urmărind să apere relațiile de proprietate privată, legiuitorii împăratului au găsit în normele de drept un suport admirabil.
Aplicând normele dreptului roman societății bizantine, legiuitorii lui Iustinian i-au adus numeroase modificări. 
Codificarea a început în anul 528 prin adunarea constituțiilor imperiale. Textele acestora au fost modificate și puse la curent cu necesitățile sociale contemporane. Această primă redactare a Codului, intrat în vigoare în anul 529, nu ni s-a păstrat.